# Đống Đa, Vĩnh Yên
Đống Đa là một phường thuộc thành phố Vĩnh Yên, tỉnh Vĩnh Phúc, Việt Nam.
Phường Đống Đa có diện tích 2,44 km², dân số năm 1999 là 6317 người, mật độ dân số đạt 2589 người/km².